# Ipolyvarbó
Ipolyvarbó (szlovákul: Vrbovka) község Szlovákiában, a Besztercebányai kerületben, a Nagykürtösi járásban.

## Fekvése
Nagykürtöstől 17 km-re délkeletre, a magyar határ mellett, az Ipoly jobb partján fekszik.

## Története
A települést 1327-ben Warbo alakban említik először, de valószínűleg már a 13. században is létezett. Eredetileg nem a mai helyén, hanem a ma Kisvarbódnak nevezett dűlőben feküdt a falu. A 14. század elején Varbóy Mihály tulajdona, akitől – mivel Csák Máté híve volt – Károly Róbert király elvette a birtokot. Ezután Szécsényi Tamás, majd 1416-ban a Kakas család tulajdona. 1461 és 1486 között a szécsényi uradalomhoz tartozott. 1554 és 1593 között Nógrád vármegye többi településéhez hasonlóan a török hódoltság része volt és a Nógrádi szandzsákhoz tartozott. A 16. században a Losonczy családé, majd 1598-tól a Forgáchoké.
A 18. század végén a Szentiványi család birtoka lett. Szentiványi Ferenc főispán, királyi ítélőmester és országbíró az Ipoly partjára pompás kastélyt építtetett. Ezt 1945-ben súlyos állapota miatt lebontották. A Szentiványi család nagyban hozzájárult a község felemelkedéséhez. 1828-ban Varbó 83 házában 720 lakos élt, lakói mezőgazdasággal, szőlőtermesztéssel, állattartással foglalkoztak.
Vályi András szerint "VARBÓ. Magyar falu Nógrád Várm. földes Urai Gr. Forgách, és Szent-Iványi Uraságok; lakosai katolikusok, fekszik Terjéhez nem meszsze, határja közép termékenységű, réttye, legelője, és egyéb vagyonnyai is meglehetősek."
Fényes Elek szerint "Varbó, Nógrád m. szép fekvésü magyar falu, 667 kath., 12 evang. lakja. Kat. paroch. templom; ékesiti ezen helységet néhei Szentiványi Ferencnek az Ipoly parton dombon álló gyönyörü kastélya, egy szép kerttel együtt. Van jó földje, rétje, erdeje, és szőlője. F. u. Szentiványi. Ut. post. Balassa-Gyarmat."
A trianoni békeszerződésig Nógrád vármegye Balassagyarmati járásához tartozott. 1938 és 1944 között újra Magyarország része volt.
A második világháborúban az ipolyvarbói Ipoly-híd is elpusztult. Helyette 2023-ban adták át a Szent-Iványi hidat, mely Őrhalommal köti össze.

## Népessége
| Év:            | 1994. | 2004.   | 2014.    | 2024.    |
| -------------- | ----- | ------- | -------- | -------- |
| Emberek száma: | 452   | 413     | 351      | 315      |
| Eltérés:       |       | -8,62 % | -15,01 % | -10,25 % |

| Év:            | 2023. | 2024.   |
| -------------- | ----- | ------- |
| Emberek száma: | 321   | 315     |
| Eltérés:       |       | -1,86 % |

1910-ben 663, túlnyomórészt magyar anyanyelvű lakosa volt.
2001-ben 439 lakosából 366 magyar és 62 szlovák volt.
2011-ben 363 lakosából 304 magyar és 55 szlovák volt.
2021-ben 329 lakosából 232 (+9) magyar, 90 (+11) szlovák és 7 ismeretlen nemzetiségű volt.

## Közlekedés
A magyarországi Őrhalommal az Ipolyon átívelő Szent-Iványi híd köti össze.

## Neves személyek
- Itt hunyt el 1910-ben Morvay Lipót római katolikus esperes-plébános.

## Főbb nevezetességei

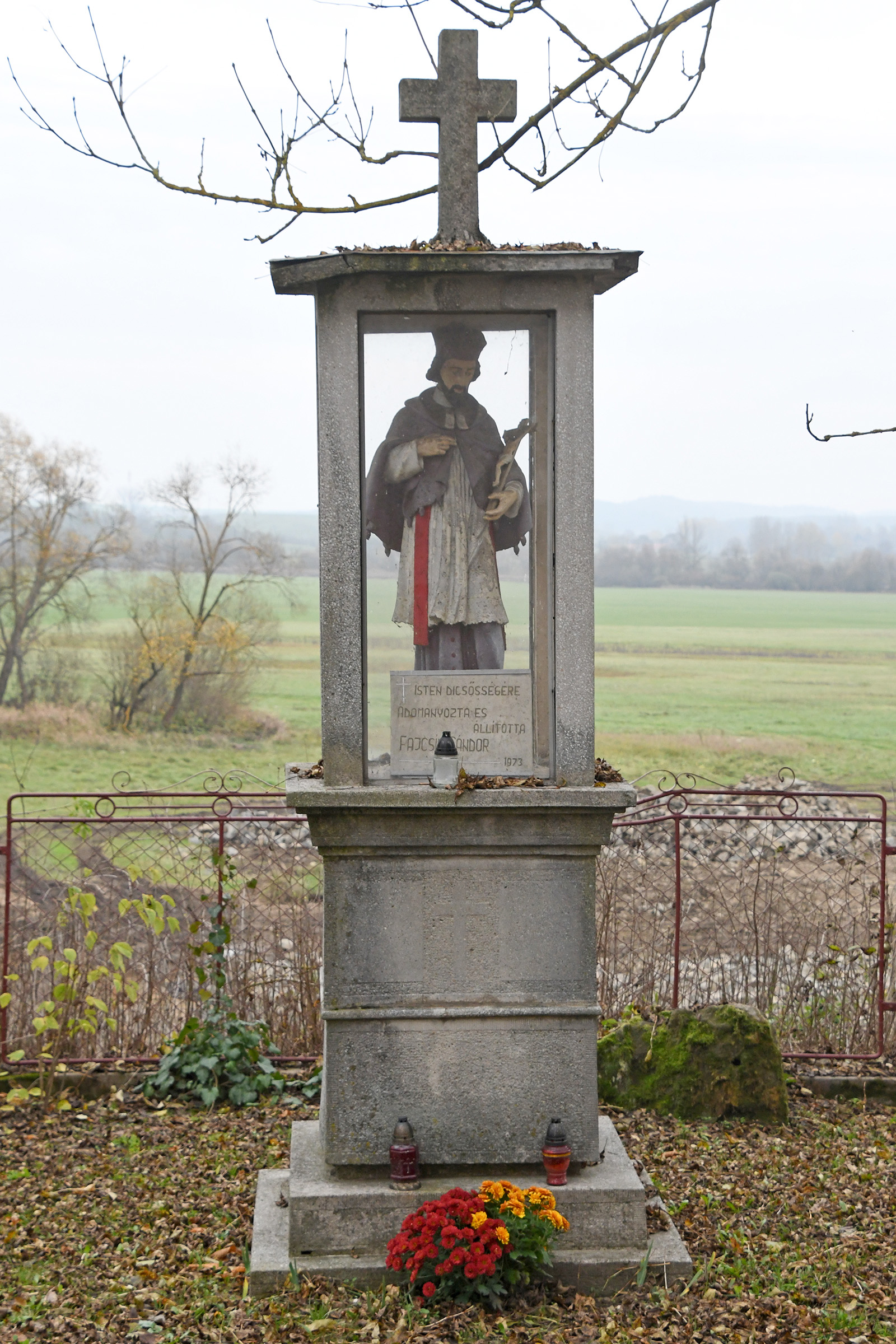

- A falu római katolikus templomát Szentiványi Ferenc építette 1789-ben barokk stílusban.
- A községnek gazdag népi hagyományai és népviselete van.
- Szentiványi Ferenc Országbíró Napok
- A Honfoglalás 1100. évfordulójára emelt emlékmű
- 1848–49-es emlékhely (központi járási megemlékezési hely)
- I. és II. világháborús emlékhely
- Palóc parasztházak